# Lubymiwka (obwód żytomierski)
Lubymiwka (ukr. Любимівка) – wieś na Ukrainie, w obwodzie żytomierskim, w rejonie berdyczowskim, w hromadzie Andruszówka. W 2001 roku liczyła 436 mieszkańców.